# ألين بيرغ
ألين بيرغ (بالإنجليزية: Allen Berg)‏ (و. 1961  م) هو سائق فورمولا 1، ومهندس كندي، ولد في فانكوفر، شارك في لو مان 24 ساعة.
.